# Antônio Dias dos Santos
Antônio Dias dos Santos, más conocido como Toninho (Vera Cruz, Bahia, 7 de junio de 1948-8 de diciembre de 1999), fue un futbolista brasileño que jugó en la posición de defensa.

## Biografía
Durante su carrera (1968-1982) jugó para el Galícia Esporte Clube, el Fluminense Football Club, el Clube de Regatas do Flamengo y el Bangu Atlético Clube y en Arabia Saudita el Al-Ahli (Jeddah). Ganó cinco Campeonatos Cariocas (1971, 1973, 1975, 1978, 1979) y un Campeonato Brasileiro Série A en 1980.
Para la Selección de fútbol de Brasil jugó 17 partidos internacionales de abril de 1976 a octubre de 1979, sin marcar goles, y participando en la Copa Mundial de Fútbol de 1978. Murió a los 51 años de edad.
- Datos: Q2720150